# Музика Војводине
Војвођанску музику свирају организације као што су Опера Српског народног позоришта, оркестар, Тамбурашки оркестар Радио-телевизије Војводине, Савез гитариста Војводине Народни гудачки оркестар, Златна тамбурица, Савез српских певачких група, Ој Дунаве, Дунаве Плави, Академија уметности у Новом Саду и Омладинска организација Музичка омладина.

## Класична музика
Од 19. века, Војводина има живу хорску традицију. Неки од најпознатијих хорова су "Коча Коларов" (из Зрењанина) и "Исидора Секулић" (из Новог Сада).
Војводина је изнедрила познатог композитора Јосифа Маринковића (1851–1931) из Новог Бечеја. Писао је композиције под утицајем романтичара за рефрене уз пратњу клавира, као и химне и позоришну музику. Маринковић је у овим композицијама користио неке елементе српске народне музике. Други војвођански композитор био је Исидор Бајић, који је такође проучавао народну музику овог краја и основао Српски музички часопис.
Међу савременим војвођанским музичарима је Пера Петровић, виолиниста и певач.

## Традиционална музика
Традиционална музика Војводине чини својеврсни континуум са народном музиком Румуније на истоку, народном музиком Мађарске на северу, народном музиком Славоније (Хрватске) на западу и народном музиком централне Србије на западу и југу. Постоји и одређена разлика између традиционалне музике у разним деловима Војводине, као и разлика између музике различитих етничких група у региону.
Традиционална војвођанска музика је у великој мери повезана са малим тамбурашким и гудачким оркестрима. Формат оркестра варира; у најчешћем облику обично има једну или две тамбурице, виолину, гитару и контрабас; понекад укључује и хармонику. Такви оркестри се, помало архаично, називају бандама. Постоје и оркестри који се састоје само од тамбураша; њихов репертоар је, међутим, донекле ограничен на нежније песме.
Најпознатији тамбурашки оркестар био је онај покојног Јанике Балажа. Певач и композитор Звонко Богдан један је од најпопуларнијих извођача.
Модерни виолиниста Феликс Лајко засновао је свој џез опус на широком спектру утицаја из музике Панонске низије, укључујући мађарску, војвођанску и ромску музику.

## Поп и рок
„Златно доба“ попа и рока у Војводини, као и свуда у Србији, биле су осамдесете године, када је експлозија новог таласа покренула неколико одличних бендова. Најрелевантнији бендови из тог периода били су краткотрајни, али утицајни панкери Пекиншка патка, поп експериментисти Лабораторија звука и уметничка Ла страда на челу са Слободаном Тишмом. Деведесетих година 20. века најистакнутији бендови су били Обојени програм и Love Hunters из Новог Сада. Крајем 1990-их и 2000-их година, низ поп бендова је такође стекао ограничену популарност (Оружјем противу отмичара, Збогом Брус Ли, Инстант карма).
Кантаутор Ђорђе Балашевић, међутим, остаје најистакнутија личност модерне популарне музике у Војводини. Његова каријера траје од 1977. до његове смрти.

## Народна музика
Током 1990-их популарна музика у Србији и Војводини постала је „новокомпонована народна музика“ (турбо-фолк), са утицајима оријенталне музике попут турске или грчке музике. Популарни певачи народне музике из Војводине су Дара Бубамара, Милош Бојанић и Божа Николић.